# Мільйон для чайників
«Мільйон для чайників» (англ. The Brass Teapot) — американський фільм режисера Рами Мослі. Сценарій фільму був написаний Тімом Мейсі і був заснований на сценарії однойменного короткометражного трилера знятого Мослі в 2007 році. Прем'єра фільму відбулася 8 вересня 2012 року на Міжнародному кінофестивалі в Торонто. У прокат фільм вийшов 5 квітня 2013 року.

## Зміст
Коли пара виявляє, що латунь чайника робить їх гроші, коли вони шкодять собі, вони повинні примиритися з тим, як далеко вони готові піти.

## Ролі
| Актор           | Роль           |
| --------------- | -------------- |
| Джуно Темпл     | Еліс           |
| Майкл Ангарано  | Джон           |
| Алексіс Бледел  | Пейтон         |
| Аліа Шокат      | Луїза          |
| Боббі Мойнахан  | Чак            |
| Бен Раппапорт   | Рікі           |
| Біллі Магнуссен | Ерні           |
| Стів Парк       | доктор Лі Лінг |
| Люсі Волтерс    | Мері           |
| Дебра Монк      | Труді          |
| Томас Мідлдітч  | Джо            |
| Крістін Міліоті | Бренді         |

## Критика
Фільм отримав в основному низькі оцінки. На сайті Rotten tomatoes рейтинг фільму становить лише 26 % відсотків. Газета «Нью-Йорк Таймс» ж розкритикувала фільм, повідомивши, що не дивлячись на те, що головні герої фільму були досить цікаві, в самому фільмі недостатньо розвивається один з найкращих моральних поворотів у сюжеті: коли двоє признаються один одному в своїх таємницях, щоб отримати гроші за завданий біль, це куди цікавіший сценарій, ніж основна сюжетна лінія фільму. Проте, були і позитивні відгуки. Так, у рецензії журналу «Вераіті», повідомляється, що режисер фільму, Рамаа Мослі, знімає свої малобюджетні фільми з якістю не поступається великобюджетним картинам, а також має творчу уяву і хорошу технічну винахідливість.